# Luca Toccalini
Luca Toccalini (Milano, 18 maggio 1990) è un politico italiano, dal 26 luglio 2018 deputato alla Camera per la Lega per Salvini Premier, di cui è dal 14 settembre 2019 coordinatore federale della Lega Giovani.

## Biografia
Nato a Milano, è cresciuto a Basiglio (Milano) dove tuttora risiede, si è diplomato al liceo scientifico Italo Calvino di Rozzano, proseguendo poi gli studi nel corso di laurea in economia e gestione aziendale dell'Università Cattolica del Sacro Cuore di Milano, dove si è laureato nel 2015. Ha seguito infine un corso di specializzazione di due mesi in SDA Bocconi.
Durante gli studi inizia a lavorare, prima come steward allo stadio San Siro, poi in una multinazionale di distribuzione informatica. Ad oggi è in aspettativa.

## Attività politica

### Gli inizi nella Lega Nord
Inizia a militare nella Lega Nord di Umberto Bossi dal 2008, all'interno della sua organizzazione giovanile Movimento Giovani Padani, diventando poi coordinatore del "Movimento Universitario Padano" (formazione politica della Lega nelle università) alla Cattolica del Sacro Cuore di Milano. In seguito gli è stato affidato il coordinamento provinciale dei Giovani Padani della Martesana.
Alle elezioni comunali in Lombardia del 2013 è stato candidato al consiglio comunale di Basiglio, risultando tuttavia non eletto.
Dal 2015 al 2019 è stato coordinatore regionale dei Giovani Padani in Lombardia, dove, appena nominato, ha fatto propaganda per il referendum consultivo in Lombardia del 2017.

### Deputato e coordinatore federale della Lega Giovani
Alle elezioni politiche del 2018 viene candidato alla Camera dei deputati, tra le liste della Lega per Salvini Premier nel collegio plurinominale Lombardia 1 - 02, risultando il primo dei non eletti. Tuttavia il 25 luglio viene proclamato deputato, in seguito alle dimissioni di Claudia Terzi, nominata assessore ai trasporti della Regione Lombardia. Nella XVIII legislatura della Repubblica ha fatto parte della 4ª Commissione Difesa (2018-2020) e della 7ª Commissione Cultura, scienza e istruzione (2020-2022).
Il 14 settembre 2019 diventa coordinatore federale della Lega Giovani, succedendo ad Andrea Crippa nominato vicesegretario federale della Lega.
Alle elezioni politiche anticipate del 2022 viene ricandidato alla Camera, tra le liste della Lega per Salvini Premier nel collegio plurinominale Lombardia 4 - 01 in seconda posizione, venendo eletto deputato. Nella XIX legislatura è componente della 10ª Commissione Attività produttive, commercio e turismo.